# 그리스-북마케도니아 관계
그리스-북마케도니아 관계(그리스어: Σχέσεις Ελλάδας-Βόρειας Μακεδονίας, 마케도니아어: Односите Грција-Северна Македонија)는 그리스와 북마케도니아의 양자 관계를 의미한다.

## 상세
그리스와 북마케도니아 지역은 고대 그리스 시절, 코린토스 동맹, 펠로폰네소스 동맹 등 그리스 도시 문명이 태동하는 가운데, 마케도니아 왕국은 그리스 최북단에 위치한 국가였으며, 고대 그리스 문명에 소속되어 있었다. 그후 로마제국과 동로마 제국이 이 지역을 다스렸다. 그러나 슬라브족이 남하하면서 이 지역의 문화와 정체성은 나뉘어지게 된다.
그리스는 스타토 다 마르, 오스만령 그리스를 거치면서 그리스 문화를 유지하였으나, 마케도니아 지역은 불가리아, 중세 세르비아 왕국, 오스만령 마케도니아를 거치며 슬라브 문화와 오스만 문화에 동화되었다. 그리스의 독립선언과 등장한 그리스 제1공화국과 달리, 마케도니아는 세르비아 왕국의 일부였다. 이후 마케도니아 사회주의 공화국 및 마케도니아 공화국이 등장하며, 현대의 그리스-북마케도니아 관계의 초석이 마련됐다.
두 나라의 현대적인 관계는 유고슬라비아 사회주의 연방공화국이 붕괴하며, 북마케도니아가 당시 1992년에 마케도니아라는 국호를 달고 나오면서 시작되었다. 그리스는 자국의 북부 지방인 마케도니아가 있고, 그리스의 영토와 역사를 침해하는 것이라고 항의하였다. 그러나 마케도니아는 오히려, 옛 마케도니아 왕국의 일부가 자국의 남부 지방임을 거론하며 그리스의 주장을 반박하였다.
심지어 마케도니아의 유엔 가입에 그리스가 반대하여, 마케도니아가 아닌 구유고슬라비아 마케도니아 공화국(FYROM)으로 가입한 사례가 있다. 그리스는 북마케도니아의 국기와 국호에 매우 신경질적으로 반응했고, 국기와 국호를 변경하라고 지속적으로 요구하였다. 그리스는 북마케도니아가 이를 수용하지 않자, 북마케도니아가 사용중이던 테살로니키 항을 폐쇄하며 경제적 조치에 나섰다.
이에 북마케도니아는 국기를 1995년에 변경하였고, 수년간 교섭과 협상 끝에 2019년에 프레스파 협정을 체결하며, 국호도 마케도니아에서 북마케도니아로 변경하였다. 마케도니아의 국호 변경에 따라, 기존에 수교하지 않았던 대한민국과 같은 그리스의 우방국들은 북마케도니아와 수교를 할 수 있게 되었다.
마케도니아 국호 분쟁이 종료됨에 따라, 북마케도니아는 그간 그리스의 반대로 성사되지 못했던 북대서양 조약 기구에 가입할 수 있게 되었고, 유럽 연합 가입에도 박차를 가할 수 있게 되었다.

## 같이 보기
- 그리스의 대외 관계
- 북마케도니아의 대외 관계
- 마케도니아 국호 분쟁
- 프레스파 협정